# 화학량론
화학량론(化學量論, 영어: stoichiometry)은 화학 반응에서 양적 관계에 관한 이론이다. 바꿔말하면, 화학 반응은 반응계 내의 개개의 분자가 반응에 따라 결정되는 형식에 의한 재조합이기 때문에, 반응에 관여한 양은 비례관계가 성립하는 것에서 화학 반응의 양적 관계를 설명하는 이론이다. 속도론 반응에 대비되는 개념인 (화학)양론반응에 관해서는 화학반응론에 기술되어 있다.
"stoichiometry"라는 말은 그리스어의 "근원 요소(element, principle)"을 의미하는 "στοιχεῖον (stoicheion)와 계측(measure)을 의미함"과 "μέτρον (metron)"에서 유래하였다.

## 화학량론의 개념
실제 화학반응계에서 개별 분자의 변화를 거시적인 관측계에서 관찰하거나 변화를 열거하는 것은 정상적인 방법으로는 불가능하기 때문에 반응의 변화량을 거시계로 측정하기 위해서는 어떠한 측정량(메트릭)이 필요하다. 한편, 화학반응에 수반하여 팽창과 수축 등의 열역학적 상태는 변화하고, 경우에 따라서는 상변화도 발생되기 때문에, 물질의 측정량으로는 크기나 길이와 같은 차원을 가지는 것은 부적당하며, 질량이 변화의 측정량으로서 채용된다.
예를 들어, 기체상(氣體相)을 무시한 관측에서는 탄소는 연소(산화)하면 사라져버리고, 화학반응에서 물질은 소멸되기도 한다(혹은 반대로 무에서 발생하기도 한다)는 잘못된 결론이 도출될 수 있다. 앙투안 라부아지에의 질량보존의 법칙은 질량을 측정량으로 채용하면서, 반응 전후로 반응계에 출입하는 물질이 없도록 반응계를 설정하면, 이 측정량은 보존된다고 표현하고 있다. 이는 화학반응론의 근간을 이루는 정의이다.
이 정의에 따라 반응을 관측하면, 반응물의 변화량과 생성물의 변화량 간에 비례관계가 있음을 알 수 있다. 이것이 프루스트의 정비례의 법칙이며, 반응에 관여하는 분자의 관점에서 보면, 복수 존재하는 반응물(경우에 따라서는 생성물) 간에서, 개개의 반응마다 관여하는 양적 관계가 한결같이 정해져 있음을 보이며, 그들 사이에는 당량 관계가 존재한다.
이를테면 탄소와 산소에서 이산화탄소가 발생하는 반응은 탄소 1당량에 대하여 산소 2당량이 반응하고, 탄소와 산소에서 일산화탄소가 발생하는 반응은 탄소 1당량에 대하여 산소 1당량이 반응한다. 이를 다른 입장에서 본다면, 복수 존재하는 반응물의 한 쪽이 과잉되는 경우, 적은 쪽의 반응물의 양으로 반응가능한 양이 결정되며, 과잉되는 반응물은 반응하지 않은 채 계내에 잔존하며, 그것의 양은 계측가능함을 의미한다.
이들 화학량론의 귀결로부터 화학반응이 성립하려면 반응물의 필요량과 생성물의 기대량을 어림잡는 일도 가능해진다. 한편, 화학량론에 의한 계산결과와 실제 측정량의 괴리로부터 반응의 수율이나 원소분석을 통해 절대순도를 구할 수 있다. 이러한 화학반응의 정량관계는 화학량론에 입각한다.
어느 하나의 반응물에 주목하여, 그 반응물이 관여하는 유사한 다른 반응에서 당량관계 간에 단순한 정수비가 성립한다는 규칙성이 있으며, 그것이 돌턴의 배수비례의 법칙이다. 화학반응은 돌턴이 제언했듯이 원자(분자)의 재조합이며, 그것은 (화학)반응식에서 나타난다.

## 화학량론과 반응식
화학량론적 관계를 반응식으로 나타내는 경우, 우변 및 좌변에 나타나는 분자량에 계수를 붙여서 표시한다. 구체적으로는 질량보존의 법칙, 정비례의 법칙 및 배수비례의 법칙에 따라 계수가 부여된다.
{\displaystyle {\mbox{C}}+{\mbox{O}}_{2}\rightarrow {\mbox{CO}}_{2}}
{\displaystyle 2{\mbox{C}}+{\mbox{O}}_{2}\rightarrow 2{\mbox{CO}}}
배수비례의 법칙을 설명하는 모형으로서, 원자의 어느 상태를 보이는 수(상태수)가 존재하고, 그 수의 범위에서 반응을 통한 원자의 재조합(즉 화학반응)이 발생한다고 생각할 수 있다. 그러한 상태수(狀態數)가 원자가이거나 산화수일 때가 있다. 실제로 그러한 상태수의 실체에 대해서는 분자궤도 (혹은 원자궤도)와 전자의 재배치라는 오늘날의 양자화학의 설명이 필요하지만, 상태수와 그 규칙만으로도 화학량론적인 설명은 가능하다.
상기된 예에서는 산소는 2가의 원자가를 가지며, 탄소는 2 내지 4가의 원자가를 가진다고 할 때, 산소의 가수(價數)에 대하여 탄소의 가수를 할당하여 과부족이 없도록 보완시키면, 이산화탄소가 생성되는 경우에는 탄소는 4가의 원자가를 취하며, 일산화탄소의 경우는 2가의 상태를 취한다고 여겨진다. 이것을 확장하여 철은 2 내지 3가의 상태를 원자가로 취한다고 생각하면, 두 철의 산화물을 나타낼 수 있다.
{\displaystyle 2{\mbox{Fe}}+{\mbox{O}}_{2}\rightarrow 2{\mbox{FeO}}}
{\displaystyle 4{\mbox{Fe}}+3{\mbox{O}}_{2}\rightarrow 2{\mbox{Fe}}_{2}{\mbox{O}}_{3}}
원자가는 산화수(酸化數)의 절대치와 일치한다.
이러한 상태수의 개념을 사용하여 반응식의 우변과 좌변에서 보완하도록 계수를 선택하는 것으로, 화학량론적 반응식을 결정할 수 있다. 또한, 원자가의 사고방식이 발전하여 화학결합의 개념이 되었으며, 그것이 유기전자론적 및 양자화학적 해석을 거쳐 오늘날의 화학반응론이 구축되었다.

## 화학량론과 실험식
물질이 단일 공유결합성 물질로 형성된 경우, 실험식 내 원소의 계수는 간단한 정수비가 되며, 화학량론계수(stoichiometric coefficient)라고 한다. 한편, 금속, 이온성 고체 혹은 클로스터 고체의 경우 실험식 내 원소의 계수는 간단한 정수비가 되지 않고, 경우에 따라서는 어느 범위 내에서 변동한다. 이 경우를 비화학량론계수(non-stoichiometric coefficient)라고 한다.

## 화학량론과 화학실험
화학반응은 화학량론에 따라 진행되므로, 목적이 되는 생성물을 효율적으로 얻기 위해서 반응물의 양적 관계를 조절하게 된다. 이 때, 물질 사이의 양적 관계를 당량(當量)이라고 한다. 이를테면, 이산화탄소를 생성하는 경우에는 탄소에 대하여 2당량의 산소를 반응시킨다. 이 때, 각각의 분자량이 다르기 때문에, 중량비(重量比)에 따라 1대2가 되는 것은 아니다. 따라서, 이 조절을 위한 계산은 분자수(량)을 기준으로 하여이루어지지만 개수로 따지면 너무 큰 숫자가 되기 때문에, 아보가드로 수만큼의 분자(또는 원자)를 단위로 하는 물질량을 사용한다. 물질량은 측정한 물질의 질량을 몰 질량으로 나누어서 구한다.

## 화학량론과 정량분석
전술된 것처럼, 정량분석은 화학량론에 입각하여 그 수법은 화학실험에 준한다. 따라서 정량분석에서도  물질량으로 양 관계를 파악한다. 그러나 정량분석의 모든 것을 질량측정으로 마련하는 것은 불가능하므로, 몰 농도가 알려진 물질의 용량으로써 계측하는 경우도 많다. 이 경우, 표준용액의 몰 농도를 노르말 농도라고 한다. 실제 노르말(N)에는 작은 수가 적용되어, 1 노르말 용액, 0.1 노르말 용액 따위로 호칭된다. 1 N 용액은 1리터 당 1그램 당량의 표준물질을 포함하는 용액이다.

## 같이 보기
- 화학 반응
- 화학식